# Nijū-shi no hitomi
Nijū-shi no hitomi (二十四の瞳,, lit. "vinte e quatro olhos") (Brasil: Vinte e Quatro Olhos)é um filme de drama japonês de 1954 dirigido por Keisuke Kinoshita, baseado no romance homônimo de 1952 feito por Sakae Tsuboi. O filme, também conhecido por sua temática anti-guerra, é estrelado por Hideko Takamine como uma jovem professora que vive durante a ascensão e queda do nacionalismo japonês no início do período Shōwa.
Nijū-shi no hitomi foi lançado no Japão em 15 de setembro de 1954 pela Shochiku, onde recebeu críticas positivas e foi sucesso de bilheteria. Ele recebeu inúmeros prêmios, incluindo o de Melhor Filme nas cerimônias do Blue Ribbon Awards, Mainichi Film Award e do Kinema Junpo Award, todos em 1954, além de um Globo de Ouro.

## Sinopse
Em 4 de abril de 1928, a jovem professora Hisako Ōishi chega à ilha de Shōdoshima, onde lecionará para uma turma de alunos da primeira série de uma vila próxima. Ōishi é apresentada à sua turma de doze alunos: Isokichi, Takeichi, Kichiji, Tadashi, Nita, Matsue, Misako, Masuno, Fujiko, Sanae, Kotoe e Kotsuru. Como seu sobrenome Ōishi (大石) pode ser traduzido como "Pedra Grande", mas tendo uma estatura mais baixa comparada com a antiga professora das crianças, elas a apelidam de "Senhorita Pedrinha" (小石, Oishi). Ela ensina as crianças a cantar e brinca com elas ao ar livre. A maioria das crianças tem que cuidar dos irmãos mais novos ou ajudar os pais na agricultura ou na pesca depois da escola. Como Ōishi anda de bicicleta e usa um terno ocidental, os aldeões adultos ficam inicialmente angustiados com sua presença.
Em 1 de setembro de 1928, todos vão à praia, onde alguns alunos fazem uma brincadeira com Ōishi, fazendo-a cair em um buraco na areia. A queda fere uma de suas pernas e ela tira licença. Um professor substituto toma seu lugar, mas as crianças não são tão receptivas a ele como foram com Ōishi. Um dia, depois do almoço, os estudantes fogem de suas casas e viajam a pé para visitar Ōishi. Elas a veem andando de ônibus e a professora acaba por convidá-los a irem em sua casa, onde fazem uma grande refeição; mais tarde, os pais das crianças enviam presentes a Ōishi como agradecimento por tratá-las bem. Por causa da lesão, Ōishi é transferida para uma outra escola, onde os professores ensinam alunos a partir da quinta série.
Em 1933, Ōishi é noiva de um engenheiro naval, e seus alunos originais agora são alunos da sexta série. A mãe de Matsue dá à luz a outra menina, mas morre durante o parto, deixando Matsue cuidando da criança. Logo depois, o bebê também morre e Matsue deixa Shōdoshima. Ōishi descobre que um colega professor, Sr. Kataoka, foi preso sob suspeita de ser "um vermelho". Kataoka era suspeito de ter uma cópia de uma antologia anti-guerra impressa por uma turma ministrada por um amigo seu em Onomichi. Ōishi observa que ela compartilhou histórias dessa antologia com seus próprios alunos depois que uma cópia foi enviada à escola. O diretor alerta Ōishi para não discutir política com sua turma e queima a antologia.
Em outubro do mesmo ano, Ōishi e sua turma fazem uma excursão ao Jardim Ritsurin em Takamatsu, bem como ao Santuário Konpira, em Kagawa. Ōishi vai à cidade e encontra Matsue, que agora trabalha em um restaurante como garçonete. De volta à escola, Ōishi faz seus alunos escreverem a respeito das esperanças que têm de seus futuros; Sanae sonha em se tornar professora, enquanto Fujiko, cuja família é pobre, se sente sem muitas esperanças. Kotoe abandona a escola para ajudar a mãe em casa; Masuno quer frequentar um conservatório, mas seus pais desaprovam; os alunos do sexo masculino da turma querem se tornar soldados. Ōishi é repreendida pelo diretor por não encorajar os meninos em suas aspirações militares. Algum tempo depois, Ōishi, que agora está grávida, decide pedir demissão de sua escola.
Em 1941, Ōishi visita Kotoe, que agora adquiriu tuberculose. Ōishi deu à luz a três crianças: Daikichi, Namiki e Yatsu. Misako se casou; Sanae agora é professora; Kotsuru é formada em obstetrícia; A família de Fujiko ficou endividada; Kotsuru trabalha em uma cafeteria em Kobe; Masuno trabalha no restaurante dos pais; e todos os estudantes do sexo masculino ingressaram no exército. Com o passar do tempo, a mãe de Ōishi falece e o seu marido é morto.
Em 15 de agosto de 1945, o imperador Hirohito anuncia a rendição do Japão no final da Segunda Guerra Mundial. A filha de Ōishi, Yatsu, morre mais tarde após cair de uma árvore tentando colher caquis.
Em 4 de abril de 1946, Ōishi, agora com dificuldades financeiras, volta a lecionar. Entre os alunos de sua nova turma estão Makoto, a irmã mais nova de Kotoe, que faleceu; Chisato, filha de Matsue; e Katsuko, filha de Misako. Ōishi se reúne com Misako já adulta e elas visitam os túmulos de Tadashi, Takeichi e Nita, todos mortos na guerra. Misako, junto com Sanae, Kotsuru e Masuno, dão uma festa para Ōishi na casa de Masuno. Elas se juntam a Isokichi, que ficou cego na guerra, e Kichiji. Seus ex-alunos presenteiam Ōishi com uma nova bicicleta para ela ir à escola.

## Elenco
- Hideko Takamine como Hisako Ōishi

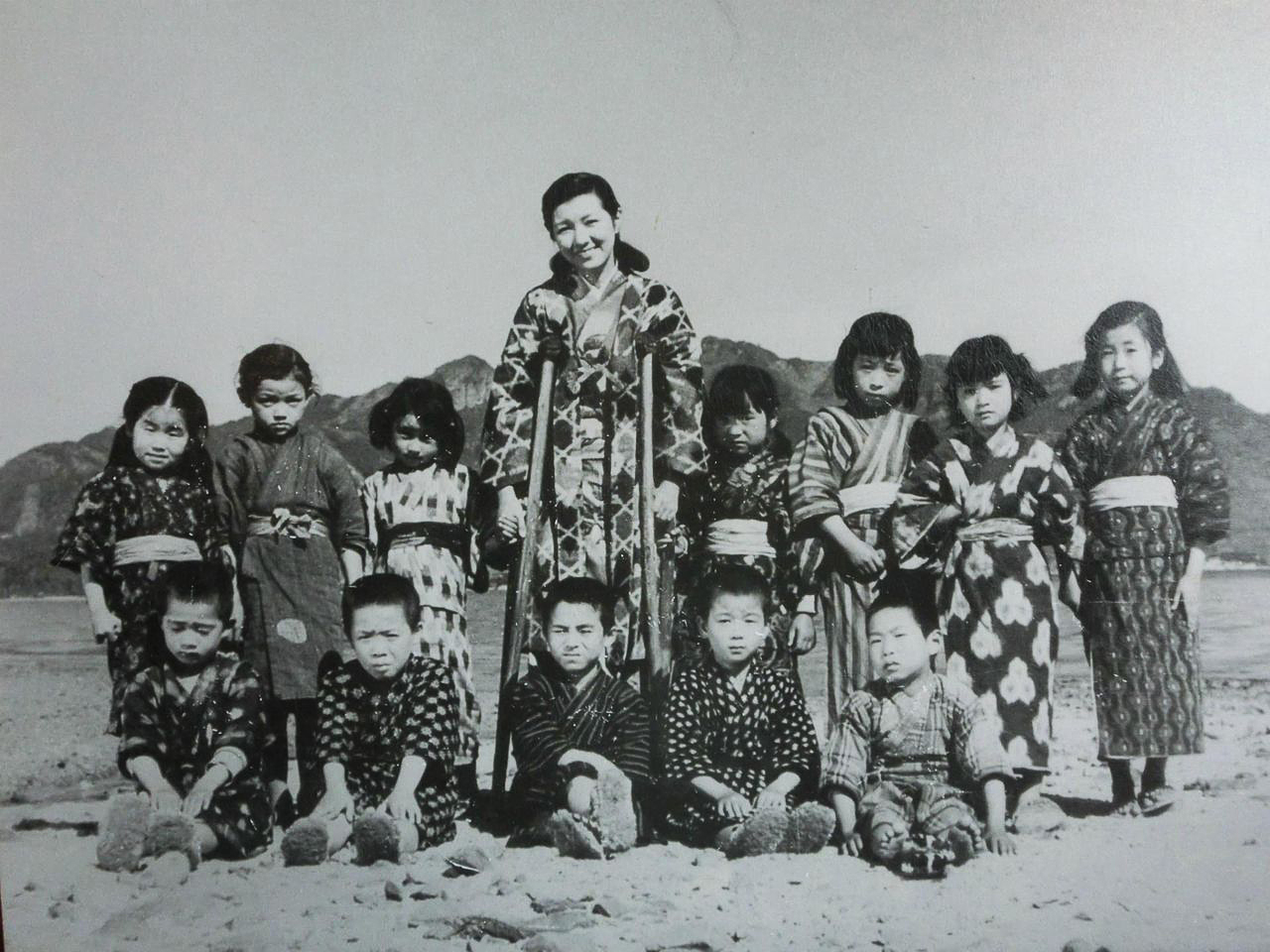
Fotografia do filme com a professora Hisako Ōishi (Hideko Takamine) e seus 12 alunos.

- Hideki Goko como Isokichi Okada na primeira série. Seu apelido era "Sonki".
  - Hitoshi Goko como Isokichi na sexta série
  - Takahiro Tamura como Isokichi adulto
- Itsuo Watanabe como Takeichi Takeshita na primeira série
  - Shiro Watanabe como Takeichi na sexta série
- Makoto Miyagawa como Kichiji Tokuda na primeira série. Seu apelido era "Kit-chin".
  - Junichi Miyagawa como Kichiji na sexta série
  - Yasukuni Toida como Kichiji adulto
- Takeo Terashita como Tadashi Morioka na primeira série. Seu apelido era "Tanko".
  - Takeaki Terashita como Tadashi na sexta série
- Kunio Satō como Nita Aizawa na primeira série. Seu apelido era "Nikuta".
  - Takeshi Satō como Nita na sexta série
- Yuko Ishii como Masuno Kagawa na primeira série. Seu apelido era "Ma-chan".
  - Shisako Ishii como Masuno na sexta série
  - Yumeji Tsukioka como Masuno adulta
- Yasuyo Koike como Misako Nishiguchi na primeira série. Seu apelido era "Mi-san".
  - Koike também interpreta Katsuko, filha de Misako.
  - Akiko Koike como Misako na sexta série
  - Toyoko Shinohara como Misako adulta
- Setsuko Kusano como Matsue Kawamoto na primeira série. Seu apelido era "Mat-chan".
  - Sadako Kusano como Matsue na sexta série
    - Kusano como Chisato, filha de Matsue
- Kaoru Kase como Sanae Yamaishi na primeira série
  - Kayoko Kase como Sanae na sexta série
  - Toshiko Kobayashi como Sanae adulta
- Yumiko Tanabe como Kotsuru Kabe na primeira série
  - Naoko Tanabe como Kotsuru na sexta série
  - Mayumi Minami como Kotsuru adulta
- Ikuko Kanbara como Fujiko Kinoshita na primeira série
  - Toyoko Ozu como Fujiko na sexta série
- Hiroko Uehara como Kotoe Katagiri na primeira série
  - Uehara também interpreta Makoto, filha mais nova de Kotoe
  - Masako Uehara como Kotoe na sexta série
  - Yoshiko Nagai como Kotoe adulta
- Chishū Ryū como professor da escola primária
- Toshio Takahara como Chiririn'ya
- Shizue Natsukawa como mãe de Ōishi
- Kumeko Urabe como esposa do professor da escola primária
- Nijiko Kiyokawa como vendedora
- Chieko Naniwa como dona de restaurante
- Ushio Akashi como diretor da escola
- Hideyo Amamoto como marido de Ōishi
- Tokuji Kobayashi como pai de Matsue
- Toshiyuki Yashiro como Daikichi

## Análise
O autor americano David Desser escreveu, em relação ao filme, sobre "Kinoshita desejar fazer com que a decência básica de uma mulher [Ōishi] se oponha a toda a era militarista no Japão." O teórico e historiador do cinema japonês Tadao Sato escreveu que "Nijū-shi no hitomi evoluiu para representar os arrependimentos dos japoneses pelas guerras na China e no Pacífico e ao se posicionaram em oposição ao iminente retorno ao militarismo." Sato acrescentou que o filme “implica que os cidadãos humildes do Japão foram apenas vítimas de traumas e tristezas e, fundamentalmente, inocentes de qualquer culpa pela guerra. [...] Se o filme tivesse atribuído a responsabilidade pela guerra a todo o povo japonês, a oposição teria surgido e talvez não tivesse se tornado um sucesso de bilheteria."
O estudioso de cinema Audie Bock referiu-se a Nijū-shi no hitomi como sendo "sem dúvida um filme feminino, homenageando a resistência e o autossacrifício de mães e filhas que tentam preservar suas famílias", e o chamou de "um retrato meticulosamente detalhado do que é percebido como as melhores qualidades do caráter japonês: humildade, perseverança, honestidade, amor às crianças, amor à natureza e amor à paz." Bock escreveu que "a repercussão de Nijū-shi no hitomi para o público de então e de agora é que a senhorita Oishi fala para inúmeras pessoas em todo o mundo que nunca querem ver outro pai, filho ou irmão morrerem em uma guerra por razões que não entendam", e postulou que a mensagem anti-guerra do filme é "direcionada mais diretamente ao Japão" em comparação com filmes com mensagem semelhantes feitos por Yasujirō Ozu ou Akira Kurosawa.
Numa análise do filme, Christopher Howard escreveu: “de uma perspectiva feminista, há certamente uma grande simpatia pelas jovens forçadas a abandonar a escola e a trabalhar em trabalhos braçais conforme seus pais [... ] Como simpatizante pacifista e esquerdista, no entanto, Kinoshita levanta questões políticas mais fortes em um episódio em que a senhorita Oishi demonstra simpatia por um colega professor acusado de conexões comunistas." Ele observa que "ela até tenta introduzir alguns elementos do marxismo em seu ensino. Numa época em que a União dos Professores Japão era fonte de um grande radicalismo, Nijū-shi no hitomi não é o único filme que faz a ligação entre o ensino e o pensamento de esquerda, vários filmes independentes do período também tinham simpatias antimilitares e comunistas mais sustentadas."

## Recepção
Nijū-shi no hitomi foi um filme popular no Japão quando lançado em 1954.
No site agregador de críticas Rotten Tomatoes, o filme tem 60% de aprovação com base em cinco críticas, com uma classificação média de 6,69/10. Em 2006, Alan Morrison, do Empire, deu ao filme uma pontuação de quatro de cinco estrelas, chamando-o de "sentimental, mas sincero". Em 2008, Jamie S. Rich do DVD Talk elogiou o conjunto de atores infantis do filme e o peso emocional que criaram, escrevendo que "se você não chorar pelo menos algumas vezes em Nijū-shi no hitomi, você aparentemente tem pedras onde o o resto de nós tem cérebro e coração." Rich chamou o filme de "uma lição eficaz sobre como as esperanças e sonhos de nossos cidadãos mais jovens e as oportunidades que lhes são dadas para realizá-las são essenciais para a sobrevivência de qualquer sociedade". Fernando F. Croche, da Slant Magazine, deu ao filme duas estrelas e meia de quatro, chamando-o de "alternadamente cativante e autoritário para os olhos e ouvidos modernos", mas "supostamente uma experiência relaxante" para os espectadores japoneses que ainda sofriam com os efeitos da Segunda Guerra Mundial na época de lançamento do filme.

## Prêmios
- Blue Ribbon Awards de Melhor Filme e Melhor Roteiro[5]
- Mainichi Film Award de Melhor Filme, Melhor Diretor e Melhor Roteiro[6]
- Prêmio Kinema Junpo de Melhor Filme[14][15]
- Globo de Ouro de Melhor Filme em Língua Estrangeira[7]
- Prêmio Henrietta no 5º Festival Anual Mundial de Filmes Favoritos[16]

Nijū-shi no hitomi ficou em 6º lugar na lista dos Melhores Filmes Japoneses de Todos os Tempos de 2009, de acordo com os leitores da Kinema Junpo.

## Mídia doméstica
Em 20 de fevereiro de 2006, Nijū-shi no hitomi foi lançado em DVD no Reino Unido pela Eureka Entertainment, como parte de sua linha Masters of Cinema, contendo um ensaio da historiadora de cinema Joan Mellen. Em agosto de 2008, o filme foi lançado em DVD pela Criterion Collection que incluía um ensaio de Audie Bock e trechos de uma entrevista com Kinoshita.
Uma edição japonesa do filme em Blu-ray foi lançada pela TCEntertainment em 2012.

## Remakese outras adaptações
Um remake em cores do filme, dirigido por Yoshitaka Asama e conhecido em inglês como Children on the Island, foi lançado em 1987.
Além das versões cinematográficas, também houve inúmeras adaptações para a TV, incluindo uma versão animada feita em 1980.